# 朝川ひろこ
朝川 ひろこ（あさかわ ひろこ、1965年6月10日 - ）は、埼玉県川越市出身の歌手。1985年11月日本コロムビアより演歌歌手としてデビュー。アニメ主題歌も多数歌っている。
堀越高等学校卒業で同期は松本伊代ら。

## 作品

### シングル
- 「緑の詩集」（1985年11月1日）
  - 作詞：石原信一 / 作曲：岸本健介 / 編曲：京建輔
  - 1986年・国鉄まるごと自然－東北イメージソング
- 「鎌倉通り」（1987年7月1日）
  - 作詞：小木一央、三田陽子 / 作曲：山本寛之 / 編曲：竜崎孝路
  - カップリングの「君よこの街の風になれ」は、NHK新ラジオ歌謡 / 1988年・ならシルクロード博キャンペーンソング
- 「なみだ美人」（1988年3月21日）
  - 作詞：初信之介 / 作曲：杉本真人 / 編曲：竜崎孝路
- 「あの娘が街にやって来た」（1989年2月21日）
  - 作詞：佐藤ありす / 作曲：本間勇輔 / 編曲：信田かずお
  - 『魔法少女ちゅうかなぱいぱい』オープニングテーマ
- 「魔法使いサリー」（1989年10月21日）
  - 作詞：山本清 / 作曲：小林亜星 / 編曲：山本健司
  - 『魔法使いサリー』オープニングテーマ
- 「桜前線」（1990年3月1日）
  - 作詞：石原信一 / 作曲：杉本真人 / 編曲：前田俊明
  - NHK新ラジオ歌謡
- 「かりそめのラブソング（新沼謙治・朝川ひろこ名義）」（1990年8月21日）
  - 作詞：たかたかし / 作曲：弦哲也 / 編曲：前田俊明
- 「桜の樹の下で」（1991年2月1日）
  - 作詞：高田ひろお / 作曲：四方章人 / 編曲：前田俊明
- 「そよ風の街」（1992年7月21日）
  - 作詞・作曲：中山大三郎 / 編曲：前田俊明
  - 1992年・グリーンウェーブ相模原イメージソング
- 「ときめいて銀座（大和田伸也・朝川ひろこ名義）」（1993年7月21日）
  - 作詞：EISEI、白鳥園枝 / 作曲：山本寛之 / 編曲：杉村俊博
  - 1993年12月に5万枚を突破するヒットとなる[2]。
- 「チェリオ!（新沼謙治・朝川ひろこ名義）」（1994年9月21日）
  - 作詞：伊藤薫 / 作曲：美樹克彦 / 編曲：矢野立美
- 「Moonlight Destiny」（1994年12月1日）
  - 作詞：佐藤ありす / 作曲：池毅 / 編曲：戸塚修
  - 『劇場版美少女戦士セーラームーンS』主題歌。オリコン最高76位。
- 「Dokkan Beat（朝川ひろこ・影山ヒロノブ名義）」（1995年10月21日）
  - 作詞：佐藤ありす / 作曲：池毅 / 編曲：矢田部正
  - 『ドッカン!ロボ天どん』オープニングテーマ
- 「抱きしめて」（1995年11月21日）
  - 作詞・作曲：伊藤薫 / 編曲：若草恵
- 「青春サーキット」（1996年5月21日）
  - 作詞：洲崎千恵子 / 作曲・編曲：出口雅生
  - 「白バイ野郎シグナルマン」（高尾直樹）のカップリング。『激走戦隊カーレンジャー』挿入歌
- 「カーレンジャー音頭」（1996年7月20日）
  - 作詞：小泉卓 / 作曲・編曲：見里朝生
  - 『激走戦隊カーレンジャー』挿入歌
- 「Bomb Dancing メガレンジャー」（1997年5月24日）
  - 作詞：藤林聖子 / 作曲・編曲：佐橋俊彦
  - 『電磁戦隊メガレンジャー』夏季限定エンディングテーマ
- 「Show Time!（菅原孝・朝川ひろこ名義）」（1998年4月21日）
  - 作詞：藤林聖子 / 作曲・編曲：佐橋俊彦
  - テレビ埼玉『カラオケ一番』テーマソング
- 「ギンガピンク サヤ・花の戦士」（1998年5月21日）
  - 作詞：藤林聖子 / 作曲・編曲：池毅
  - 「うなれ獣撃棒!獣撃破!」（高尾直樹）のカップリング。『星獣戦隊ギンガマン』挿入歌
- 「銀座・ときめき橋」（1999年9月18日）
  - 作詞：EISEI、白鳥園枝 / 作曲・編曲：山本寛之
- 「カービィ!」（2003年3月19日）
  - 作詞：藤林聖子 / 作曲：佐藤和豊 / 編曲：鈴木ひろみ、佐藤泰将
  - 『星のカービィ』後期オープニングテーマ

### アルバム
- 『ハルちゃんがんばる!』（1994年8月21日）
  - CD絵本。
- 『美少女戦士セーラームーンSS in Paris』（1995年3月21日）

## 出演
- 芸能人アノ同期は今（2014年9月21日、テレビ朝日）

### ラジオ出演
- RAB青森放送ラジオハイローザサウンドカプセル（公開録音1990年8月26日と1991年3月10日2回出演）